# Balaraba Ramat Yakubu
Pour les articles homonymes, voir Yakubu.
Balaraba Ramat Yakubu, née en 1959, est une femme de lettres nigériane, d'expression haoussa. Elle est l'un des rares écrivains en haoussa  dont l'œuvre a été traduite en anglais. Elle a également travaillé en tant que scénariste, productrice et réalisatrice. Ses histoires sont marquées par son propre parcours, et portent sur des questions telles que les mariages forcés, la polygamie, l'inégalité homme-femme et l'éducation des femmes.

## Biographie
Balaraba Ramat Yakubu, née en 1959 à Kano, est la sœur cadette du général Murtala Muhammed, né en 1938, qui a brièvement servi comme chef du gouvernement militaire du Nigeria à partir de 1975, jusqu'à son assassinat en 1976. 
À l'âge de 13 ans, elle doit quitter l'école et est contrainte à un mariage précoce. Elle indique que c'est la raison pour laquelle elle écrit en haoussa, plutôt qu'en anglais. Pour autant, elle échappe au cadre étriqué qui lui semble destiné, de par sa condition de jeune femme n'ayant pu approfondir ses études
Elle commence  sa carrière en tant que la seule femme membre de l'influent cercle Raina Kama des écrivains de romans d'amour, en haousa, à Kano. 
Elle publie neuf romans, dont plusieurs ont été adaptés à l'écran, et est l'auteur, également, de nombreux scripts de films, dont Sai a lahhira ("Jusqu'en enfer"). Elle devient également, pour vivre de façon indépendante, la dirigeante d'une grande entreprise de travaux publics,. Répudiée par son mari qui n'accepte pas sa notoriété, elle est mère de cinq enfants issus de trois pères différents. 

## Œuvres littéraires
Elle est considérée comme l'auteur le plus lu en haoussa. Son premier roman, Budurwar Zuciya ("Jeune de cœur") est publié en 1987. Ses deuxième et troisième romans, Alhaki Kwikwiyo Ne... ("Le crime est un chiot qui vous suit à la maison") et Wa zai auri jahila? ("Qui va épouser une femme ignorante ?") suivent en 1990. Alhaki Kwikwiyo Ne... est adapté en film par Abdulkareem Muhammed en 1998.
Une traduction en anglais de Alhaki Kuykuyo Ne..., Sin Is a Puppy That Follows You Home, est publié en 2012 par Blaft Publications, une maison d'édition indienne, avec un accueil positif,.
Un prix littéraire porte son nom, le Balaraba Ramat Yakubu Literature Prize for Hausa Drama.

## Production cinématographique
Balaraba Ramat  Yakubu commence à produire des films dans les années 1990 avec Wata Shari'ar. Elle a notamment écrit et produit Juyin Sarauta, un film qui a remporté une dizaine de prix et reçu des critiques positives de la part d'universitaires et d'experts du cinéma.